# Sphaeralcea miniata
Sphaeralcea miniata är en malvaväxtart som först beskrevs av Antonio José Cavanilles, och fick sitt nu gällande namn av Édouard Spach. Sphaeralcea miniata ingår i släktet klotmalvor, och familjen malvaväxter. Inga underarter finns listade i Catalogue of Life.